# Regiunea Volta
Regiunea Volta este una dintre cele 12 unități administrativ-teritoriale de gradul I ale Ghanei. Reședința sa este orașul Ho. Cuprinde 18 districte.